# Rimae Chacornac
Rimae Chacornac – grupa rowów  na powierzchni Księżyca o średnicy około 120 km. Znajduje się na współrzędnych selenograficznych ☾ 29,0°N 32,0°E/29,000000 32,000000. Nazwa tego systemu kanałów została nadana w 1964 roku przez Międzynarodową Unię Astronomiczną i pochodzi od krateru Chacornac, który przecina od strony południowo-wschodniej. 